# 利普西島

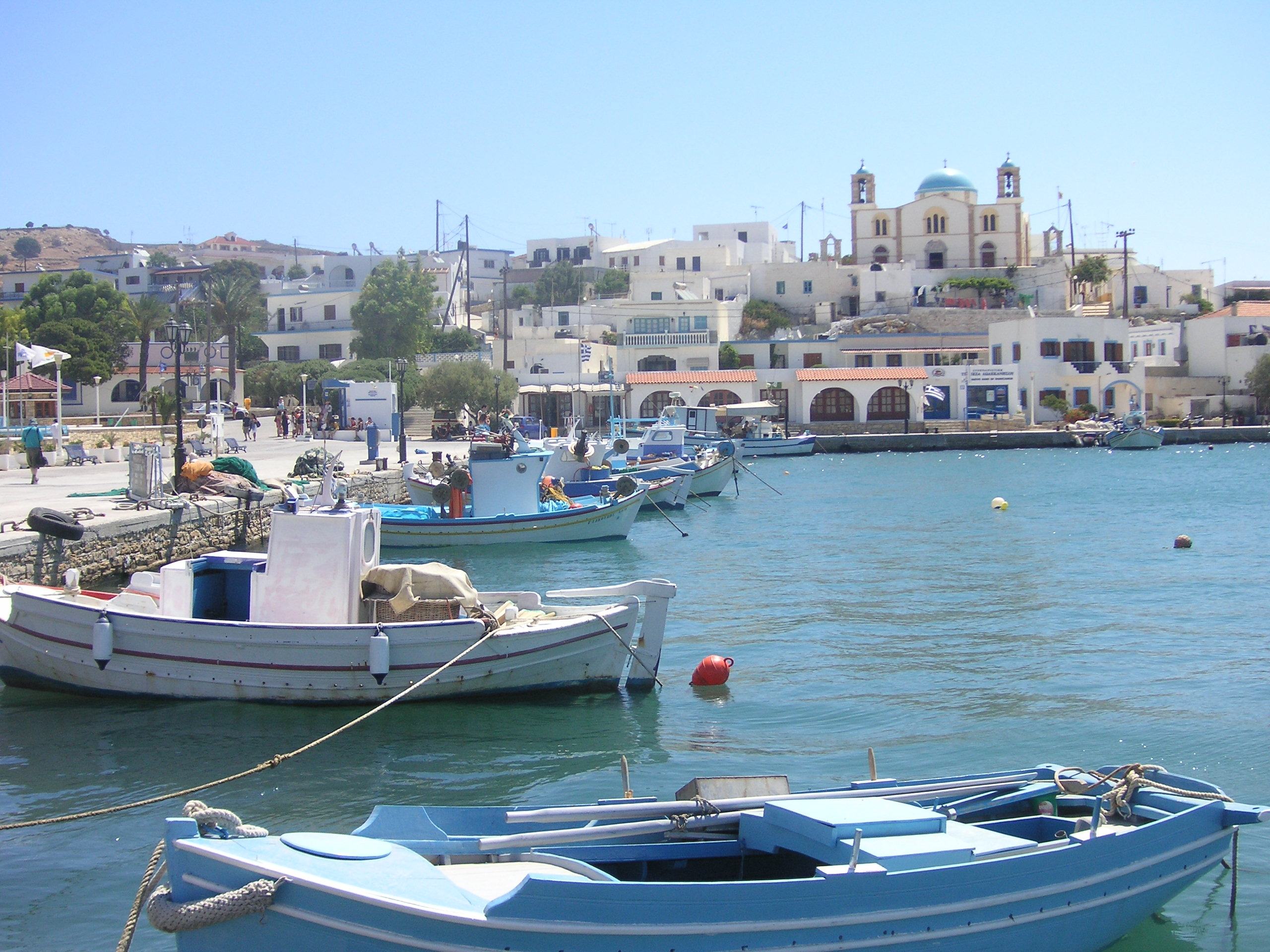
利普西港口

利普西島（希臘語：Λειψοί）是希臘的島嶼，位於愛琴海東部，距離帕特莫斯岛26公里，屬於佐澤卡尼索斯群島的一部分，長8公里，面積15.84平方公里，2021年人口778。行政上该岛属于南愛琴大區卡利姆诺斯专区的利普西市镇。